# Bruys
Bruys és un municipi francès situat al departament de l'Aisne i a la regió dels Alts de França. L'any 2007 tenia 20 habitants.

## Demografia

### Població
El 2007 la població de fet de Bruys era de 20 persones. Hi havia 8 famílies de les quals 4 eren parelles sense fills i 4 famílies monoparentals amb fills.
La població ha evolucionat segons el següent gràfic:
Habitants censats

### Habitatges
El 2007 hi havia 16 habitatges, 9 eren l'habitatge principal de la família i 7 eren segones residències. Tots els 16 habitatges eren cases. Dels 9 habitatges principals, 6 estaven ocupats pels seus propietaris, 2 estaven llogats i ocupats pels llogaters i 1 estava cedit a títol gratuït; 1 tenia dues cambres, 2 en tenien tres, 2 en tenien quatre i 4 en tenien cinc o més. 8 habitatges disposaven pel capbaix d'una plaça de pàrquing. A 4 habitatges hi havia un automòbil i a 5 n'hi havia dos o més.

### Piràmide de població
La piràmide de població per edats i sexe el 2009 era:
| Homes | Edats   | Dones |
| ----- | ------- | ----- |
| 0     | 95 o +  | 0     |
| 0     | 90 a 94 | 0     |
| 0     | 85 a 89 | 0     |
| 0     | 80 a 84 | 0     |
| 0     | 75 a 79 | 0     |
| 4     | 70 a 74 | 4     |
| 0     | 65 a 69 | 0     |
| 0     | 60 a 64 | 0     |
| 0     | 55 a 59 | 0     |
| 0     | 50 a 54 | 0     |
| 4     | 45 a 49 | 4     |
| 0     | 40 a 44 | 0     |
| 0     | 35 a 39 | 0     |
| 4     | 30 a 34 | 0     |
| 0     | 25 a 29 | 0     |
| 0     | 20 a 24 | 0     |
| 0     | 15 a 19 | 0     |
| 8     | 10 a 14 | 0     |
| 0     | 5 a 9   | 4     |
| 0     | 0 a 4   | 0     |

## Economia
El 2007 la població en edat de treballar era de 15 persones, 14 eren actives i 1 inactiva. De les 14 persones actives 12 estaven ocupades (7 homes i 5 dones) i 2 estaven aturades (2 homes). L'única persona inactiva estava jubilada.
Activitats econòmiques
L'únic establiment que hi havia el 2007 era d'una empresa classificada com a «altres activitats de serveis».
L'any 2000 a Bruys hi havia 3 explotacions agrícoles que ocupaven un total de 675 hectàrees.

## Poblacions més properes
El següent diagrama mostra les poblacions més properes.